# Balanophis ceylonensis
Genre
Espèce
Synonymes
- Tropidonotus chrysargus var. ceylonensis Günther, 1858
- Tropidonotus ceylonensis Günther, 1858

Statut de conservation UICN

 NT  : Quasi menacé
Balanophis ceylonensis, unique représentant du genre Balanophis, est une espèce de serpents de la famille des Natricidae.

## Répartition
Cette espèce est endémique du Sri Lanka.

## Étymologie
Son nom d'espèce, composé de ceylon et du suffixe latin -ensis, « qui vit dans, qui habite », lui a été donné en référence au lieu de sa découverte, Ceylan, ancien nom du Sri Lanka.

## Publications originales
- Günther, 1858 : Catalogue of Colubrine Snakes in the Collection of the British Museum, London, p. 1-281 (texte intégral).
- Smith, 1938 : The nucho-dorsal glands of snakes. Proceedings of the Zoological Society of London, Series B, vol. 107, no 3, p. 575-583.